# Hasan ibn Sabbah

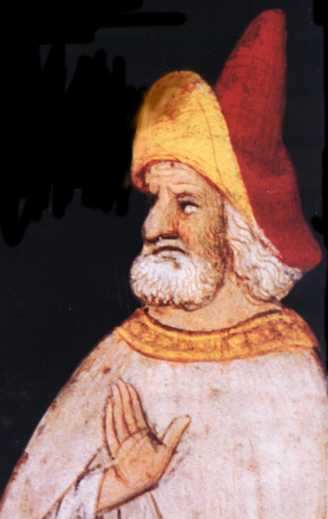

Hasan ibn Sabbah, ur. prawdopodobnie w połowie XI wieku (choć podawane są również wcześniejsze daty) w Komie w Iranie, zm. w 1124 roku w fortecy Alamut) - pierwszy przywódca nizarytów, zwany Starcem z Gór.

## Pochodzenie i młodość
Urodzony w perskim mieście Kom (będącym centrum arabskiego osadnictwa w Iranie), jego ojciec, uczony, pochodził z irackiego miasta Kufa. Ich przodkowie pochodzili prawdopodobnie z Jemenu, rzekomo z królewskiego rodu Himjarytów.
Młodość spędził w mieście Rej, kilkadziesiąt kilometrów od dzisiejszego Teheranu. Początkowo kształcony przez ojca, następnie studiował teologię, astronomię oraz geometrię. W Reju zetknął się z doktryną isma'ilitów, głoszoną przez przebywających tam da'i, wysłanników fatymidzkiego imama. Początkowo sprzeciwiał się jej, wierny imamickiemu szyizmowi, w którym został wychowany. Jednak studia oraz dysputy z jednym z da'i o imieniu Amira Zarrab, który stał się na jakiś czas jego mentorem, skierowały go w stronę tej doktryny. Po egzystencjalnym doświadczeniu, jakim było przejście ciężkiej choroby, wyrzekł się w końcu imamizmu i przyjął wiarę isma'ilitów. W 1072 roku spotkał się w Isfahanie z Abd al-Malik ibn Attaszem, przywódcą isma'ilickiej misji (da'wa) w Iranie, który polecił mu udanie się do Egiptu, wówczas centrum isma'ilickiej wiary.

## Legenda paktu trzech
Istnieje legenda, że jego przyjaciółmi oraz współtowarzyszami byli Nizam al-Mulk (przyszły wezyr Wielkich Seldżuków) i Omar Chajjam. Ci trzej przyszli luminarze mieli zawrzeć ze sobą pakt, według którego jeśli któremuś uda się osiągnąć stanowisko dające siłę i wpływy będzie on pomagał swoim przyjaciołom. Jako pierwszy władzę zdobył Nizam al-Mulk i przyznał przyjaciołom wysokie posady. Jednak Hasanowi było za mało i zorganizował spisek, którego celem było zabicie Nizama i przejęcie jego pozycji. Spisek został wykryty i Hasan został skazany na śmierć. Jednakże dzięki wstawiennictwu Omara Chajjama karę zamieniono na wieczną banicję. W innej wersji legendy, Hasan szybko awansował na dworze, przez co stał się zagrożeniem dla pełniącego obowiązki wezyra Nizama. W obliczu zagrożenia, Nizam zorganizował intrygę, w wyniku której Hasan musiał uciec z kraju.
Z uwagi na różnice wieku występującą pomiędzy bohaterami legendy (Nizam był znacznie starszy od pozostałej dwójki), jest niezwykle mało prawdopodobne, aby Hasan, Nizam oraz Omar mogli się dobrze znać, nie mówiąc o przyjaźni, czy zawieraniu jakichś umów dotyczących wzajemnej pomocy.

## Dalsza działalność
W 1078 roku, po blisko dwuletnich peregrynacjach, dotarł do Egiptu. Tam kształcił się w słynnym Domu Nauki w Kairze, który to uniwersytet był jednym z ośrodków nauki szyitów. Systemy wierzeń, z którymi zapoznał się w tamtym czasie Hasan, później posłużą mu do stworzenia struktury organizacyjnej nizarytów.
Po trzech latach pobytu w Egipcie, prawdopodobnie w wyniku konfliktu z władzami, został aresztowany, a następnie deportowany, po czym uciekł przez Syrię do rodzinnego Iranu. Tam po 9 latach intensywnej agitacji i nauczania, zdołał pozyskać dla misji isma'ilickiej twierdzę Alamut w górach Elburs, w Dajlamie, krainie słabo zaludnionej i niezurbanizowanej, położonej w północnej części kraju, nieopodal wybrzeża Morza Kaspijskiego. W niedługim czasie uczynił ją ośrodkiem służącym do szerzenia swoich idei politycznych i religijnych oraz bazą dla funkcjonowania nizarytów, w Europie znanych jako asasyni.

## Przywództwo Asasynów
Dzięki sprawnej organizacji oraz fanatycznemu oddaniu swoich podkomendnych, Hasan zdołał w krótkim czasie rozszerzyć wpływy i pozyskać nowych zwolenników w tak odległych miejscach, jak Syria, Fars, czy Kuhistan we wschodniej Persji, gdzie jego wysłannicy wywołali powstanie, zakończone obaleniem władzy Seldżuków. W okolicy samego Alamutu, w Dajlamie oraz okolicy Rudbaru stworzył coś na kształt niezależnego państewka, z powodzeniem opierając się inkursjom wojsk sułtana. To w tym okresie nizaryci zaczęli na dużą skalę używać skrytobójstwa jako broni politycznej. Ich ofiarami padło wielu dostojników seldżuckiego imperium oraz lokalnych przywódców politycznych i religijnych, w tym sam „wszechpotężny” wezyr Nizam al-Mulk. W trzymanej w Alamucie księdze spisywano zabójstwa dokonane przez wysłanników Hasana, ich ofiary oraz sprawców, zwanych przez samych nizarytów „oddanymi sprawie”, fida'i. Podczas trwających 33 lata rządów Hasana, odnotowano tam prawie 50 takich politycznie motywowanych mordów.
Niepotwierdzone są pogłoski, jakoby fida'i zabijali swoje ofiary po uprzednim spożyciu haszyszu. Podobnie nigdy nie istniał opisywany przez Marco Polo ogród w pobliżu Alamutu, w którym jakoby przyszli fida'i mieli zażywać narkotycznych i seksualnych rozkoszy będących namiastką raju, czekającego ich po udanym zakończeniu misji. Opowieści te, rozpowszechnione w świecie muzułmańskim i przywiezione potem do Europy, stanowiły jedynie część legendy otaczającej rządzoną przez Hasana sektę.
Po pozyskaniu Alamutu w 1090 roku Hasan osiedlił się tam i nie opuścił twierdzy aż do śmierci (ponoć nigdy, z wyjątkiem dwu okazji, nie opuścił nawet swojego domu). Swoim quasi-państewkiem rządził sprawnie i twardą ręką (skazał na śmierć dwóch swoich synów, w tym jednego za pijaństwo), podporządkowując wszelkie działania szerzeniu doktryny isma'ilickiej. Isma'ilici określali jego nauki jako da'wa dżadida, Nowe Nauczanie, w odróżnieniu od „starej”, tradycyjnej doktryny isma'ilickiej.

## Śmierć
Hasan ciężko zachorował w maju 1124 roku. Przeczuwając zbliżający się koniec, mianował swoim następcą Buzurgumida, wieloletniego dowódcę należącej do dominium Asasynów twierdzy Lammasar. Hasan zadbał również o wyznaczenie osób odpowiedzialnych za szerzenie po jego śmierci Nowego Nauczania, wyznaczył również dowódcę sił zbrojnych. Umarł 23 maja 1124 roku.

## Hasan ibn Sabbah w kulturze
Postać Hasana ibn Sabbah okazała się źródłem inspiracji dla późniejszych twórców. Słoweński pisarz Vladimir Bartol uczynił z niego centralną postać swojej znanej, częściowo opartej na faktach historycznych, powieści „Alamut”. Wzmiankowany na kartach powieści Wahadło Foucaulta autorstwa Umberto Eco, jak i powieści „Samarkanda” Amina Maaloufa. William S. Burroughs poświęcił mu poemat „The Last Words of Hassan Sabbah”. 
Jego postać została również wykorzystana w grze komputerowej „Fate/Stay Night”, oraz w anime „Fate/Zero”. Natomiast w grze „Assassin’s Creed” postać Hasana ibn Sabbaha i jego dzieje posłużyły za inspirację do stworzenia górskiej fortecy Masjafu oraz częściowo postaci Al-Mualima (duchowego przywódcy bractwa Asasynów).
Powstała również piosenka „Hassan i Sabbah”, którą stworzył zespół Hawkwind.